# Méhészet
A méhészet a méhek mesterséges tartását, az általuk gyűjtött és elkészített termékek kinyerését jelenti. Magyarországon kifejezetten kedvezőek a természeti adottságok a méhészet szempontjából. Viszonylag hosszú a mézelő növények virágzási időszaka, amely alatt a méhek nektárhoz juthatnak. Az ország nagy kiterjedésű akácerdőkkel rendelkezik, amely a magyar méhészet legfontosabb méhlegelője.

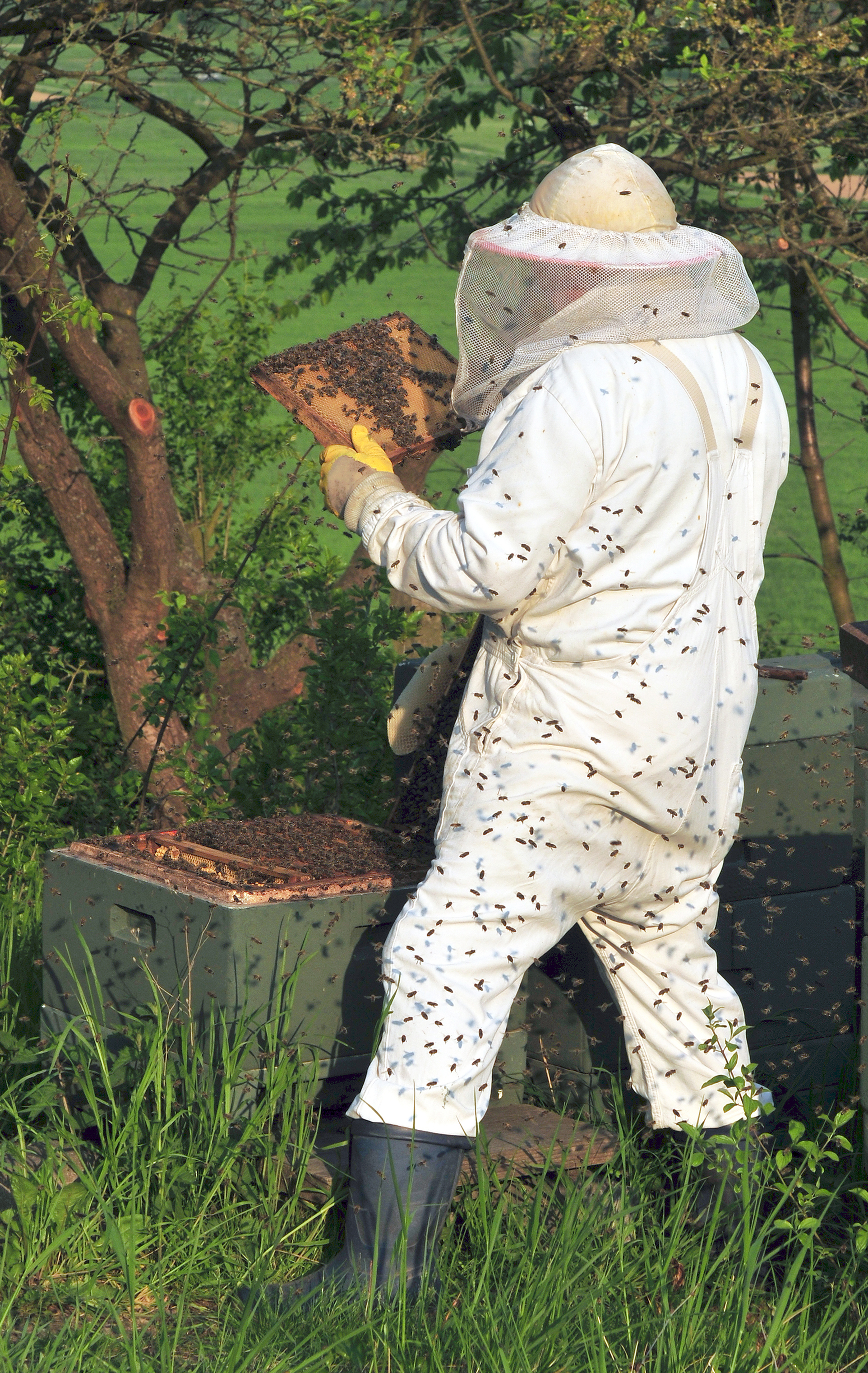
A méhész a keretek ellenőrzése közben

## Fogalma

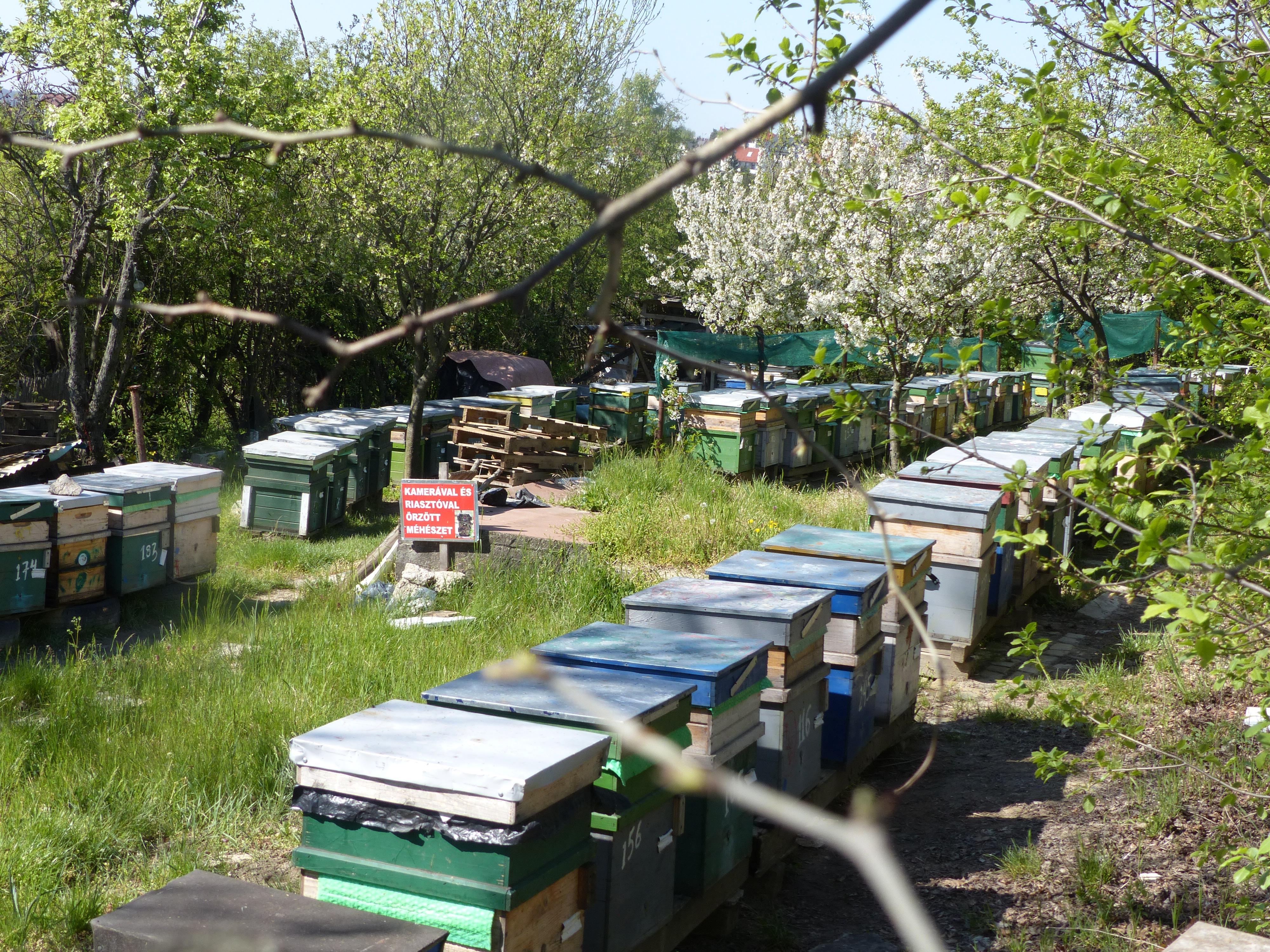
Méhészet a Sashegyen

Az ember nemcsak a növényvilág termékeit gyűjti, hanem gyűjt, zsákmányol az állatoktól is. Az ilyen zsákmányolásnak Kelet-Európából és Észak-Ázsiából számtalan emlékét ismerjük. A régi Novgorod kormányzóság szegény orosz lakossága kiásta a vakondok föld alatti odúját és az ott felhalmozott „földimogyorót” (Lathyrus tuberosus) elszedte. Havasalföld románjai a hörcsögtől szedték el a felhalmozott gabonát. Kamcsatka félszigetének őslakói, az itelmek (egy egérfajta) lyukjából rendszeresen kiássák és elfogyasztják a turbánliliom (Lilium martagon) gumóját, amit az egér téli táplálékul gyűjt össze. Kárpótlásul az egérnek cirbolya magvakat hagynak hátra, hogy éhen ne pusztuljon. A tunguzok, korjakok, a szagáji tatárok, az altáji törökök és más szibériai népek is egy egérfajtától szedik el az összegyűjtött ehető gyökereket.
Hasonló „zsákmányolás” ismeretes a magyaroknál. A 20. század elején a Hortobágy környékén, a Kis- és Nagykunságban ősszel kiásták a güzü egér (Mus musculus spicilegus), az ürge (Citellus citellus), a hörcsög (Cricetus cricetus) föld alatti odúját és az ott felhalmozott gabonaszemeket, kukoricát elszedték. Ilyen módon több zsák gabonaszemet is összegyűjtöttek, amit a disznókkal, baromfikkal etettek meg. A javát táplálékul is felhasználták. A Lápos folyó völgyében ősszel egy egérfajta odújában felhalmozott mogyorót szedik el (misináznak). Erdős vidéken (Bakony, Mátra hegység, székelyek) elrabolják a mókus és a pele (Glis glis) odújában található mogyorót.
Lényegében hasonló tevékenység a méhészkedés is, amikor az ember a méhektől zsákmányolja el a mézet.

## Története
A házi méh (Apis mellifera) háziasítása már mintegy 6000 évvel ezelőtt megtörtént, és a selyemlepke mellett voltaképpen az egyetlen korán háziasított rovarfaj. Feltételezések szerint a házi méh eredetileg Indiából származik. A méhcsaládban eltérő morfológiát mutató, és eltérő funkciót betöltő egyedek élnek együtt: az anyaméh, a herék és a dolgozók. Anyaméhből családonként egy van; szerepe a család gyarapítása. A herék hímek, és az anyák megtermékenyítéséért felelnek. A többi munkát a dolgozók végzik. Mirigyek választják ki a méhviaszt, amelyet lépsejtek felépítésére használnak. A hátsó lábak tollszerű sörtéin megtapad a virágpor. A középső lábakon lévő merev sörtékkel seprik a „kosárkába” a virágport a mellről és az elülső lábakról. A hátsó lábakon található a „kosárka” vagyis a pollenzacskó.

### Az első méhészeti könyv Magyarországon
Az első méhészeti könyvet 1800-ban jelentette meg Magyarországon latin nyelven Chabicsovszky György Kalocsa egyházmegyei katolikus pap. A Kalocsán megjelent mű címe Apiarius systematicus, seu nova apum cultura volt.  Ebből a könyvből lehetett megtudni – többek között – azt, hogy 1799. december 19-én kancelláriai rendelet jelent meg arról, hogy „a méhészet előmozdítására való tekintetből a falvak körül különösen hárs- és akáczfák rendeltetnek ültettetni”.

## Kaptárak
A méhészkedés egyik legfontosabb és egyben legdrágább felszerelési tárgya a méhlakás. Ma már nem vitatkozunk arról, hogy kas legyen-e ez vagy kaptár. A kas fölött eljárt az idő. Bármilyen nagy előnye is olcsósága, annyi a hátránya, hogy a kasos méhészetet berendezni, vagy arra akár az állomány egy részével is áttérni, senkinek sem ajánlható. A kas használatának ott van még létjogosultsága, ahol hosszú ideig tartó méhlegelő van, itt is csak akkor, ha a méhész nem méztermelésre, hanem méheladásra rendezkedik be.
Aszerint, hogy a kaptár hol nyílik, tehát a lépeket melyik irányból lehet kivenni, hátsó és felső kezelésű kaptárt különböztetünk meg. Mindkettő lehet álló és fekvő, alakja és mézkamrájának helyzete szerint. Némelyik kaptárt több irányból is lehet kezelni.
Lépek elhelyezkedése szerint megkülönböztetünk hideg és meleg építményű kaptárt. Meleg építményű kaptárnál a lépek lapjukkal helyezkednek el a kijáró nyílás felé, még a hideg építményűnél élével.
A keretes kaptárt egyes vélemények szerint már a rómaiak és az egyiptomiak is ismerték. Az újkorban a legelső keretes kaptárt egy ismeretlen szerző az 1600-as években publikálta. Hires keretes kaptár volt Huber svájci vak méhész könyvszerűen lapozható kaptára. A keretes kaptár használhatóvá tételéhez az áttörést az un.méhjárat helyes megállapítása hozta el. A méhjárat az a 7-15 mm közötti hézag melyet a méhek közlekedés céljából a keretek és a kaptár fala között meghagynak, a keretet viaszépítménnyel vagy propolisszal nem ragasztják oda.
A kaptár feltalálásának útja:
– Kövesdy Szarka Sándor keretes kaptára 1843-ból Magyarországról
– Langstroth lelkész kaptára az USA-ból 1852-ben (a világ legelterjedtebb kaptára)
– Dzierzon sziléziai esperes-plébános léces később keretes hátul-kezelős kaptára az 1850-es évekből. A XIX. század végén még előfordult hogy idősebb méhészek a kaptárt "dzierzonnak" nevezték.

### Állókaptár
Az állókaptár keretei egymás felett kettő vagy több sorban helyezkednek el.
A lépek elhelyezkedése szerint lehetnek hídegépítményű és melegépítményű hátul kezelős kaptárak.
A lépre nyíló hátul kezelős kaptárak az 1850–1940 közötti időszakban voltak elterjedve, a méhesházas állóméhészkedés korában.
Néhány típus:
– Berlepsch-kaptár, Németország
– Országos egyleti 3 soros kaptár keretméret: 24×18,5 cm
– Országos egyleti 4 soros kaptár keretméret: 24×18,5 vagy egész-keret a fészekben: 24×37 cm
– Kisboconádi 3 soros kaptár, 1903 a kis-országos kaptár keretének megnövelésével keletkezett, 32×28,6 cm
Hídegépítményű hátul kezelős kaptárak, azaz lapozókaptárak. Kezeléskor a hátsó ajtó és ablak eltávolítása után a keretek hídégépítmény szerint helyezkednek el. Egy lép kivétele után a többi a könyv lapjai szerint lapozható. Bonyolult szerkezetük miatt nem terjedtek el. Ebben a kategóriában a Pohánka-féle lapozó, az Alberti-féle lapozó és a szlovén lapozókaptár érdemel említést.

### Rakodókaptár
A rakodó kaptár, egymásra helyezhető fiókokból áll, mely rendszerint fajtájának megfelelő 8-9-10-11-12 lépet (keretet) tartalmaz.
A kaptár méretét tetszés szerint lehet változtatni, aszerint, hogy mennyi fiókot helyezünk egymásra. Ha gyenge a család, vagy téli időszak van, akkor csak egy vagy két fiókot foglalnak a méhek, még nyáron, hordási időszakban sokszor négy-öt fiókot is szükséges egymásra helyezni.
A keret mérete szerint 4 csoportot különböztetünk meg:
1.) alacsony lépes egyenlő keretes rakodókaptárak. A langstroth (44,8x23,2) a Zander (42x22) a fél-NB (42x18) tartozik ebbe a csoportba. Fészeknek 1-2-3 fiókot, méztérnek további 1-2-3 fiókot igényel a család erőssége szerint.
2.) közepes lépes egyenlő keretes rakodókaptárak. Ebben a csoportban magasabb keretet alkalmaznak a fészekben és a méztérben. Közép-Európában elterjedt típus. 2, esetleg 3 10-12 keretes fiókkal dolgozik. Hunor rakodó (42x27) Közép-boconádi rakodó (42x29) Egységes(42x32,5) Mogor rakodó(42,8x25)
3.) különbözőlépes rakodókaptárak. A csoport kaptárai eltérő kerettel dolgoznak a fészekben és a méztérben. Ebbe a csoportba tartozik a Dadant-Blatt kaptár (43,5x30 a fészekben 43,5x15 a méztérben) a Dadant kaptár (47x30 és 47x15) a Balogh Bálint-féle kaptár (36,5x36,5 és 36,5x19) az NB rakodó (42x36 és 42x17,5)
4.) magas lépes rakodókaptárak. Ritka, mert a mézkamra nehéz, a kaptár nem bővül szakaszosan, elvétve használnak így NB rakodót és Ignácz keretekkel felszerelt rakodót.
Közös valamennyi rakodókaptárban a különálló aljdeszka, a menekülőtér és a tető. Szállításra a kaptárelemeket össze kell csatolni, erre a legelterjedtebb a gurtnis-feszítős csatoló.

### Felső kezelésű fekvőkaptárak
A fekvőkaptár egy fekvő láda formájú méhlakás. A rakodókaptárakkal ellentétben nem szedhető szét alkatrészeire. Megjelenését a méhlegelők jobb kihasználását jelentő vándorlás megjelenése és a rakodókaptárak kiforratlan összekapcsolása okozta.
1913-ban mutatta be id. Boczonádi Szabó Imre 24 db 42x36cm-es kerettel felszerelt fekvőkaptárát. A korábbi kis űrtartalmú kaptárakkal elért mézhozamok a többszörösére emelkedtek. Az NB fekvő lehetővé tette a korai akácfőhordás teljes kihasználását, illetve az aratás után hónapokig virágzó tisztesfű kihasználását.
Boczonádi hatására az OMME 1918-ban próbálta bemutatni a Hungária kaptárat, mely 4 db kis-országos keret méretével egyenlő nagy-kerettel dolgozott.
Az 1930-as években Boczonádi nagykeretének hatására még nagyobb keretek jelentek meg (Konkoly féle, Kelecsényi féle, Debreceni). Ignácz Sándor alkotott egy 32 keretes 2 családos fekvőkaptárt 50x32-es keretekkel.
Az 1930-as években jelent meg az NB fekvő 17-18-19 keretes változata a fészekmézkamrás kaptár.
Az 1950-es években a faanyag hiánya miatt Dr.Vicze Ernő tervezte meg a legkisebb NB-t a 15 keretes NB fekvőt (kínai gyantás ládák anyagából)
Magyarországon az 1940-es évekig a hátul kezelős kaptárak voltak leginkább elterjedve, majd az 50-es évektől a központi gyártás hatására az NB fekvőkaptárak. Az 1970-es években jelent meg a 4 fiókos alacsony keretes rakodókaptár, a fél-NB, melynek terjedése azóta is tart. Az 1990-es évek végétől terjed Magyarországon a Dadant-Blatt és Langstroth kaptár.

## Méz
A méhek legnagyobb haszna a virágok megporzása. A virágok az általuk termelt nektárral, egy édes folyadékkal csalogatják magukhoz a méheket. A méh a virágok nektárját gyűjti össze, majd azt saját szervezetében átalakítja. A felszívott nektárhoz a szájukban lévő garatmirigyből enzimeket, emésztőnedveket kever hozzá, a keveréket pedig mézgyomrukban gyűjtik. Hazaérkezés után innen töltik bele ezt a még híg folyadékot a lépek sejtjeibe. Végül teljes értékű mézzé akkor válik, amikor szárnyuk lebegtetésével, a levegő keringetésével besűrítik, és lecsökkentik a víztartalmát.

### A méz alkotórészei
A méznek körülbelül 4/5 része cukor, 1/5 része víz. Hiába oldana azonban valaki cukrot ebben az arányban: nem mézet, hanem cukorszörpöt kapna, mint ahogy a vízből, szeszből és cukorból sem sikerül bort készíteni. A méz jellegét, éppen mint a borét, egész sereg különleges anyag szabja meg. Kevés van benne ezekből, de annyi is elég, hogy ne lehessen utánozni.
Mint, ahogy a borok különböznek egymástól, a méz is különféle származása termőhelye, kezelése, sőt még a gyűjtés éve szerint is. Más a cukortatalma, színe, illata, zamata. A borhoz abban is hasonló, hogy folyton módosul, alakul.

#### Cukrok
A méz alapsajátosságát a cukrok minősége és aránya szabja meg. A fontosabb cukrok nevét már ismerjük.
A virágméz cukra szinte mind gyümölcscukor és szőlőcukor. Jelentéktelen mennyiségben szokott benne lenni nádcukor (répacukor) és dextrin is. A mézharmatos mézre jellemző, hogy az említetteken kívül különleges, ritka cukrok is lehetnek benne és dextrintartalma nagy.
A hazai mézeink cukortartalma 70-80% körül szokott lenni.

##### Gyümölcscukor
A méz nagy édessége a gyümölcscukornak köszönhető. A gyümölcscukor az embernek valamennyi ismert cukor közt a legédesebb. 7 kanál gyümölcscukor annyira édesíti a kávét, mint 10 kanál nádcukor, vagy 17 kanál szőlőcukor. Mézeinkben legtöbb a gyümölcscukor. Érthető, hogy a méz édesebb, mint az ugyanolyan sűrű nádcukorszörp.

##### Szőlőcukor
A szőlőcukor arról nevezetes, hogy gyorsan kristályosodik. A méz kristályosításában döntő.
A méz nagy részét alkotó szőlőcukor és gyümölcscukor könnyen a testbe juthat az emésztőszervből, a táplálkozásban tehát különleges jelentőségű.

##### Dextrin
A dextrin a kristályosodást késlelteti.

##### Nádcukor
A nádcukor (=répacukor) mennyiségében a méz érettségére vagy valódi mivoltára lehet következtetni. A méhektől korán elszedett mézben, vagy pl. abban, mely méhetető cukorral keveredett, több a nádcukor. A nádcukortartalom régi mézben megfogyatkozik: szőlő- és gyümölcscukorrá alakul át.

##### Mézharmat
A mézharmat különleges cukrai csak idegen, tudományos néven ismeretesek. Némelyik gyakoribb (melezitoze, trehaloze), mások ritkábbak (mannit, raffinoze, dulcit). A méh egy részüket meg sem tudja emészteni, vagy nem érzi édesnek. Némelyik mézharmatcukor, pl. a melezitoze igen gyorsan kristályosodik, pl. fűzfáról gyűjtött mézharmatban.

#### Víz
A méz nedves levegőből vizet szív magába, meghígul. Száraz levegőben vizet veszít, tehát súlya csökken. 60%-os nedvességű levegőben az érett méz súlya szinte változatlan marad. A különféle mézek vízszívó képessége nem ugyanolyan. A pohánkamézé nagyobb, mint pl. az akácmézé.
Tanulság a méz vízszívó sajátosságából: 1. mézet nem ajánlatos nedves levegőn raktározni, 2. teleléskor a földeletlen méz meghígul és kicsordulhat a sejtből, 3. a mézzel készült sütemény nem szárad ki olyan gyorsan, mint a cukros.

#### Ásványi anyagok
Virágmézben kevesebb, mézharmatosban több ásványi anyag van. Mennyiségük és minőségük a méhlegelő talajától is függ. Táplálkozásunkban hasznosak.
Nevezetes ásványi anyagok a mézben: vas, réz, kén, magnézium, kova mész, nátrium, kálium, klór, foszfor.

#### Fehérje
Fehérje kevés van a mézben. Főképpen a méhek mirigyváladékából kerül bele.

#### Savak
A méz gyengén savas. A méhészek tévesen hangyasavnak tartják a méz savját. Legtöbb benne az almasav, a citromsav. Hangyasav vagy nincs, vagy elenyészően kevés van benne.
A méz sava idővel megtámadja a fémek egy részét, és így mérgező vegyület képződik. Könnyen megtámadhatja pl. a horganylemezből való bödönt. Kevéssé hat alumíniumra, rozsdamentes acélra, ónra.

#### Ízesítő és illatosító anyagok
Az ízesítő és illatosító anyagok sokfélék. A méz származása szerint jellegzetes illatú és ízű. Az illat és zamat melegítéskor vagy hosszas álláskor csökken.

#### Vitamin
A méz vitamintartalmáról a vizsgálatok eredménye ellentmondó. Egy részük megbízhatatlan. A mézben olyan kevés a vitamin, hogy az ember étrendjében alig jelentős.
A méz vitamintartalma nagyon változó. Úgy látszik, hogy ez az ingadozás a növénytől, a mézbe jutott virágportól, a méz korától és kezelésétől függ. Némelyik mézben kevés C-vitamint, a B-vitamincsoportból tiamint, riboflavint, pantoténsavat, piridoxint, és elenyésző nikotinsavat találtak. A C-vitamint újabban kétségbe vonják.

### A méz színe
A méz színe fontos, mert származásra jellemző, és a vevőt is csalogatja. Víztisztától feketésbarnáig rengeteg változatot találunk, az akácméz pl. egészen világos, a (gyermekláncfű-méz) és a pohánkaméz sötét.
A méz idővel megsötétedik. A legrégibb ránk maradt méz 3000 évesnél régebbi. Egyiptomi múmia-sírban találták. A múmiát eleséggel együtt temették el, így került a sírba a lépesméz is. A méz kemény, fényes barnás-fekete, malátacukorhoz hasonló lett 3000 év alatt. Nem is kell ilyen hosszú idő. Még a nagyon világos akácméz is vöröses sötétbarna, szinte fekete, átvilágítva meggypiros lesz 30 év alatt. Más mézek néhány hónap alatt is megsötétednek.

### Elektromosság a mézben
A méz kevéssé ismert alkotórészei a kolloidok. Finoman elosztott, nem kristályosodó anyagok. Szabad szemmel láthatatlan szemcsék alakjában lebegnek a vízben, elektromos töltésük van. A kolloidok a mézet zavarosítják, és sok szín velük is kapcsolódik. Melegítéstől megsötétednek.
A kolloidok a legtöbb mézben pozitív töltésűek, némelyikben, főképpen a mézharmatosban ellenben negatív töltésűek. A kolloidokat többféle módon is el lehet távolítani a mézből: különleges szűréssel, vagy villamosságuk megszüntetésével. A szemcsék elektromosság nélkül nem tudnak lebegni, lecsapódnak.

### Kristályosodás
Ha a méz cukrának egy része kristályokban különválik, azt mondjuk, hogy a méz megkristályosodott vagy megikrásodott. A kristályosodás befolyásolja a méz eltartását, kimérését, értékesítését és fölhasználását méhek eleségéül. Ha a méz lassan kristályosodik, kristályai nagyok, durvák, kemények. A gyorsan kristályosodó méz kristályai aprók, finomak.
A méznek mindig csak egy része kristályos, még akkor is, ha teljesen egyöntetűnek és keménynek látszik. A kristályosodásnak nagy szerepe jut a méz erjedésekor. A méz folyékonyan maradt része hígabb, mint az egész volt eredetileg, mert a cukor egy része kiválik belőle. Az erjesztőgombák sűrű mézben nem tudnak elszaporodni. A kristályos méz meghígult folyékony részében azonban, ha a hőmérséklet kedvező, elszaporodnak, és a mézet megerjesztik. A hígabb folyékony rész a méhek hasmenésének okozója.
A kristályosodás elsősorban a méz származásától függ, mert az dönti el, hogy milyen anyagok és milyen arányban vannak benne. Minél több a nem kristályosodó cukor (gyümölcscukor) és kristályosodást gátló anyag (dextrin), annál tovább folyékony marad. Minél több benne a kristályosodásra hajlamos cukor (szőlőcukor, nádcukor), annál hamarabb kristályosodik.
Gyorsabban kristályosodik aránylag nagy szőlőcukortartalma miatt pl. a repceméz, a tarlóvirágméz, pohánkaméz. Igen gyorsan a nagy mézharmatcukor tartalmú fűz-mézharmat. Későre az akácméz sok gyümölcscukra miatt.

## Virágpor
A virágpor a virágos növények szaporodása során a megporzásban szerepet játszó, a harasztok mikrospóráival homológ finom por. A kisméretű pollen szél-, a nagyméretű rovarbeporzásra utal. A méhek főként virágporból fedezik fehérjeszükségletüket. Különösen a fiasítás táplálásához fontos a kaptárban felhalmozott pollenkészlet.

## Méhviasz
A méhviasz néven ismert anyag különbözik a méh eredeti termékétől. Maga a méh is mirigyváladékkal keveri, a lépekből való kivonásakor pedig más idegen anyagok is kerülnek bele, főképpen méhszurok. A viaszt tévesen a méh zsírjának tartják.
A viasz többféle vegyület keveréke. A viaszok hosszú szénláncú alkoholok és karbonsavak észterei. A természetben gyakoriak: a növények levelein, a gyümölcsök héján, a bogarak szárnyán és a legnagyobb mennyiségben a méhkaptárakban. A viaszokat felhasználják gyertyák, paszták (pl. cipőkrém, bútorápoló) készítésére, fafelületek politúrozására. Textilia átitatásával készíthető újrahasználható csomagoló kendő, mely háztartási műanyagfólia, ill. alufólia helyett használható.
A viaszok helyett ipari célokra gyakran használják a hasonló tulajdonságú, de sokkal olcsóbb szilárd szénhidrogéneket: a paraffint vagy a sztearint.
A méhészek, hogy tiszta viaszhoz jussanak, a kipörgetett lépek egy részét kivágják a keretekből. A lecserélni kívánt lépek sötétek, sok méhnemzedék fejlődött már ki bennük. A kivágott lépet (sonkolyt) egy üstben vagy egy erre a célra használt eszközzel kifőzik. Ezt az olvadékot is nevezik sonkolynak. Az olvadék rengeteg szennyeződést (drótot, mézet, propoliszt, bábingeket) tartalmaz, tehát ezt leszűrik és edényekbe töltik, melyekből később ki lehet fordítani a szilárd viaszt.
A megszilárdult viaszt lehet értékesíteni, de sok esetben visszakerül a kaptárba. Azaz műlépet (egy vékony viaszlapot) készítenek, melyet a méhész ráolvaszt a keretre, mely dróttal van megerősítve, hogy a lép ki ne szakadjon. Ezt a műlépes keretet ezután behelyezik a kaptárba, melyre a család ráépíti az új sejteket, kialakítva az új lépet.

## Méhpempő
A méhpempő a méhek garatmirigyében termelődő fehéres, tejszerű, savanykás, szúrós illatú anyag, mely állás közben megsárgul, és hamar elveszíti bioaktív hatását. A méhpempő bioaktív hatása 24-48 óráig tart. Sokáig a különböző tartósító eljárások sem tudták megőrizni a méhpempő biológiai aktivitását. A legmodernebb technikával (liofilizálással) tartósított méhpempő akár két évig is megőrzi bioaktív tulajdonságát.

## Propolisz
A propolisz vagy méhszurok olyan gyantás, ragacsos anyag, amelyet a dolgozó méhek a kaptár védelmére, a betolakodó baktériumok és egyéb kórokozók ellen gyűjtenek. Ragadós, sárgásbarna, kellemes illatú anyag, melyet a fák rügyeiről, fiatal ágairól, levélnyeleiről gyűjtenek be a méhek, átalakítják, azután a kaptárak tömítésére és fertőtlenítésére használják. Ezeket a nedveket 20 Celsius-foknál melegebb napokon 10 és 12 óra között gyűjtik a méhek. A fő forrás a fekete nyár rügypikkelyein kiválasztódó enyves bevonat, de a propolisz számos összetevőjének sajátságait még nem ismerjük pontosan.

## Méhlegelő
A méhlegelő egy adott méhcsalád megélhetéséhez szükséges terület. Ez a terület magába foglalja a fás övezetet is, de leginkább a rétek a fontosak, ugyanis a meg nem művelt földeken elszaporodó vadvirágok (pl: borsóvirág, vadlóhere, vadlucerna) nyújtják a valódi táplálékot a gyűjtögető méhek számára.
Állami gazdaságok, termelőszövetkezetek és egyéni vállalkozók a méhészet eredményes üzemeltetését mesterséges méhlegelő létesítésével segíthetik elő. A vetésforgóba sok olyan növény beállítható, amely gazdasági értékén felül a méheknek is jó legelőt ad. Ilyenek a pillangós növények, a repce, a fehér és fekete mustár (Sinapis alba és Brassica nigra), koriander (Coriandrum sativum), pohánka (Fagopyrum esculentum) és mások. Mindenhol a helyi viszonyok mutatják meg, hogy milyen időszakban van a legnagyobb szükség a méhlegelő javítására. Legtöbb helyen a nyári időszak (július és augusztus) hordástalan. Ebben az időben nagy jelentőségűek a rövid tenyészidejű növények, mint a pohánka és a mustár.
Igen hasznos mézelő növény a facélia (Phacelia tanacetifolia). Rövid tenyészideje nagyon alkalmassá teszi arra, hogy szakaszosan vetve a hordástalan időszakokon átsegítse a méheket. Vetés után 40-50 nap múlva hosszasan virít. Sok nektárt termel.
A méhlegelő javítása terén fásítással is sokat tehetünk. Mezővédő erdősávok, ligetek, erdők telepítésénél, majorok, utak fásításánál, élősövények létesítésénél mindig alkalom nyílik olyan fák, cserjék, bokrok telepítésére, amelyek javítják a méhlegelőt. Ilyen növények például: a fehér akác (Robinia pseudoacacia)(Ma már özönnövény, nem telepíthető); és a kislevelű hárs (Tilia cordata).
Magyarországon a legfontosabb méhlegelő, és ezzel a világon elsők vagyunk, a fehér akác. Közel 400ezer hektár akácerdő területtel rendelkezünk. A virágzás dél-északi eltolódása miatt méhészeink többsége két akácra vándorol, a délen elvirágzott erdőkből tovább vándorol az északon, később virágzó erdőkbe.

## A méhanya
Normál körülmények között a méhcsaládban egy méhanya van. Elsődleges szerepe a család szaporodásának biztosítása. Habár a méhanya ugyanolyan petéből kel ki, mint a munkásméhek, tőlük küllemében és felépítésében is nagyban különbözik. Eltérő fejlődésének elsősorban az álca állapotban fogyasztott eltérő tápanyagok, főleg a méhpempő az oka.
A méhcsalád, ha a körülmények kedvezőek, új anyát nevel. Amikor a fiatal anya kikelt, az öreg anya a dolgozók jelentős részével együtt elhagyja a kaptárt és új lakást keres (rajzás). Ha a körülmények kedvezőtlenek, a munkásméhek vagy nem nevelnek anyát, vagy a frissen kikelt anyát elpusztítják. A méhészetben ismert a csendes váltás fogalma is, amikor a méhek rajzás nélkül cserélnek anyát.
A méhanya élete során egyszer több hímmel (herével) párzik. Természetes körülmények között 4-5 évig élhet, várható élettartama 3 év, de a méztermelő méhészetben általában 2 évesnél idősebb anyákat lecserélik.
A méhanyát a méhészek általában a kikelés évének megfelelően a hátán színes pöttyel jelölik meg.

## A munkások
Méretük kisebb, mint az anyáké vagy a heréké. Ahogyan a nevük is mutatja, ők a méhcsalád dolgozói. Ők végzik a virágpor, a nektár gyűjtését, a lép építését, takarítanak, szellőztetnek, betolakodó esetén akár önfeláldozóan harcolnak.

## A herék
A herék a méhek hím képviselői. Alapvető különbség a dolgozóktól, a nagyobb termetük, potrohjuk vaskosabb és sötétebb színű. A család munkájában nem vesznek részt, szerepük csak a szaporodás. Nyár végén, ősszel a dolgozó méhek a heréket a kaptárból kitoloncolják, így azok rövid időn belül elpusztulnak.

## Méhészeti vizsgálatok
Minden kaptárt legalább három hetente át kell vizsgálni. A vizsgálatok célja a méhcsaládok állapotának felmérése: milyen az egészsége, hangulata, hogy van az anya, van-e fiasítás, és az mennyi, élelem mennyiségének felmérése, és annak a megállapítása, hogy mennyit kell etetni. Lehet három hétnél gyakrabban is vizsgálni, de ha túl gyakran nézegetjük, akkor a család ideges lesz.

### Első tavaszi átvizsgálás
Időpontja március 15. körül az első tavaszi nap, amikor napközben a hőmérséklet eléri a 10 Celsius-fokot.
A vizsgálat célja az állapotfelmérés: mekkora a nép, van-e fiasítás, milyen a család hangulata, van-e elég élelmük.
Szükség esetén a családot etetni kell. Ilyenkor csak szilárd eleséggel, cukorlepénnyel szabad etetni.
Mivel az idő még hűvös, ezért gyorsan kell szemrevételezni. A méhész csak belenéz a kaptárba, és nem vesz ki kereteket. Indokolt esetben később még részletesebb átvizsgálásra is szükség lehet.
Felső kezelésű kaptár esetén a méhész könnyen megállapíthatja, hogy hány lépes a család. Az anya megítélhető a fiasításból is. Ha nem talál fiasítást, akkor meg kell keresni az anyát. Ha megkerült, akkor 2-3 este ad a családnak egy-egy pohárnyi mézet, erre a fiasításnak meg kell indulnia. Ha erre sincs fiasítás, vagy a család anyátlan, a családnak új anyát kell adni, vagy egyesíteni kell. Az új anya átteleltetett tavalyi, vagy bölcsőben fejlődő idei.
A méhész szétfeszíti a kereteket, és takarítani próbál. Sokat segíthet ilyenkor a higiénikus alj. Örösi olajos papírt vagy bőrlemezt ajánl. Különfenekű rakodókaptárban ketten vagy hárman kicserélik a kaptár fenekét, letakarítják, és a következő kaptár aljának cseréjéhez használják fel. A hulladékot rostaszöveten átszitálják. A viaszmorzsákat beolvasztják, a hullákat elégetik. Ha a család anyátlanságra gyanús, akkor az anyát is keresik a hullák között. A mézkoszorún kívül a szélső keretekben is meg kell nézni a mézet.
Hátsó kezelésű kaptárban a kereteket egyenként ki kell szedni a fiasításig.
A tapasztaltakról feljegyzést kell készíteni, és a problémákat nem sokkal később orvosolni.

### Második tavaszi átvizsgálás cseresznyevirágzáskor
A főhordás közeledtével az anya kiterjeszti petézését. Kezdetben megtorpan az akadályok előtt, mint például kiépítetlen lép, később azonban egyre bátrabban terjeszkedik. Eleinte csak dolgozót fiasít, később azonban a heresejteket is bepetézi. A fiatal, tavalyi anya nem szaporít herét. Ebben az időszakban a legelő csak részben fedezi a fogyasztást. Tavasszal nem szokott virágporból hiány lenni, nektárból már annál inkább.
Cseresznyevirágzáskor már elég jó az idő ahhoz, hogy a kaptár hosszabban is nyitva legyen. Ekkor már lehet a főhordásra készülni. Ilyenkor lehet zsemleszínű lépekkel tűzdelni, a fiasítást kiegyenlíteni, és az anyát korlátozni.
Ebben az időszakban a cél: felkészülni a főhordásra, a népesség gyarapodását segíteni. A téli méhek helyébe lépő fiatalok számának növekednie kell. A lendületes fiasításnak éppúgy szüksége van a már meglevő népességre, mint a jó anyára, a megfelelő táplálékellátottságra és a melegre. A fészek legyen megszakítás nélküli, és legyen bő hely a terjeszkedéshez. Szükség esetén serkenteni kell.
Már lehet építtetni, és a viaszmoly (kis viaszmoly, nagy viaszmoly) hernyói is megjelennek. Az atka ellen is védekezni kell. Mivel főhordás előtt vagyunk, figyelembe kell venni a szerek lebomlásának idejét, nehogy szermaradvány kerüljön a méhészeti termékekbe.

### Kötelező őszi átvizsgálás
A kötelező őszi átvizsgálásra július és szeptember között kell sort keríteni. Ekkor szintén ellenőrizzük a családok állapotát, egészségét, az élelem mennyiségét, a méz fajtáját. Meghatározhatjuk, hogy még mennyit kell etetni, hogy meglegyen a téli élelem. A vizsgálatot a hatósági állatorvos jelenlétében kell elvégezni. Az ekkori családszámot kell majd később bejelenteni, amit a hatósági állatorvos sokszor átvállal.
Ha szükséges etetni, akkor estefelé folyékony élelmet kell adni.

## Méhészeti eszközök

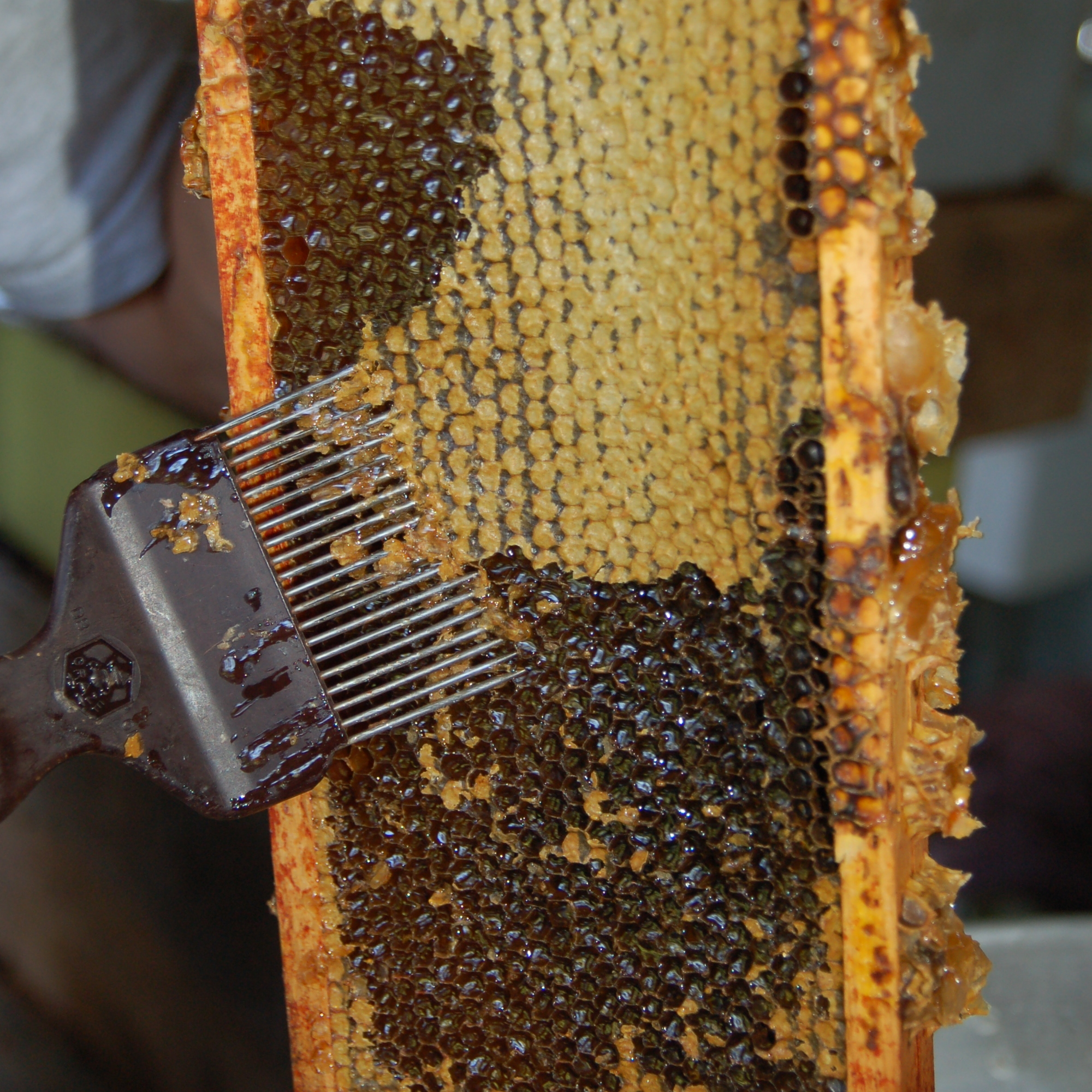
Fedelezővilla (balról)

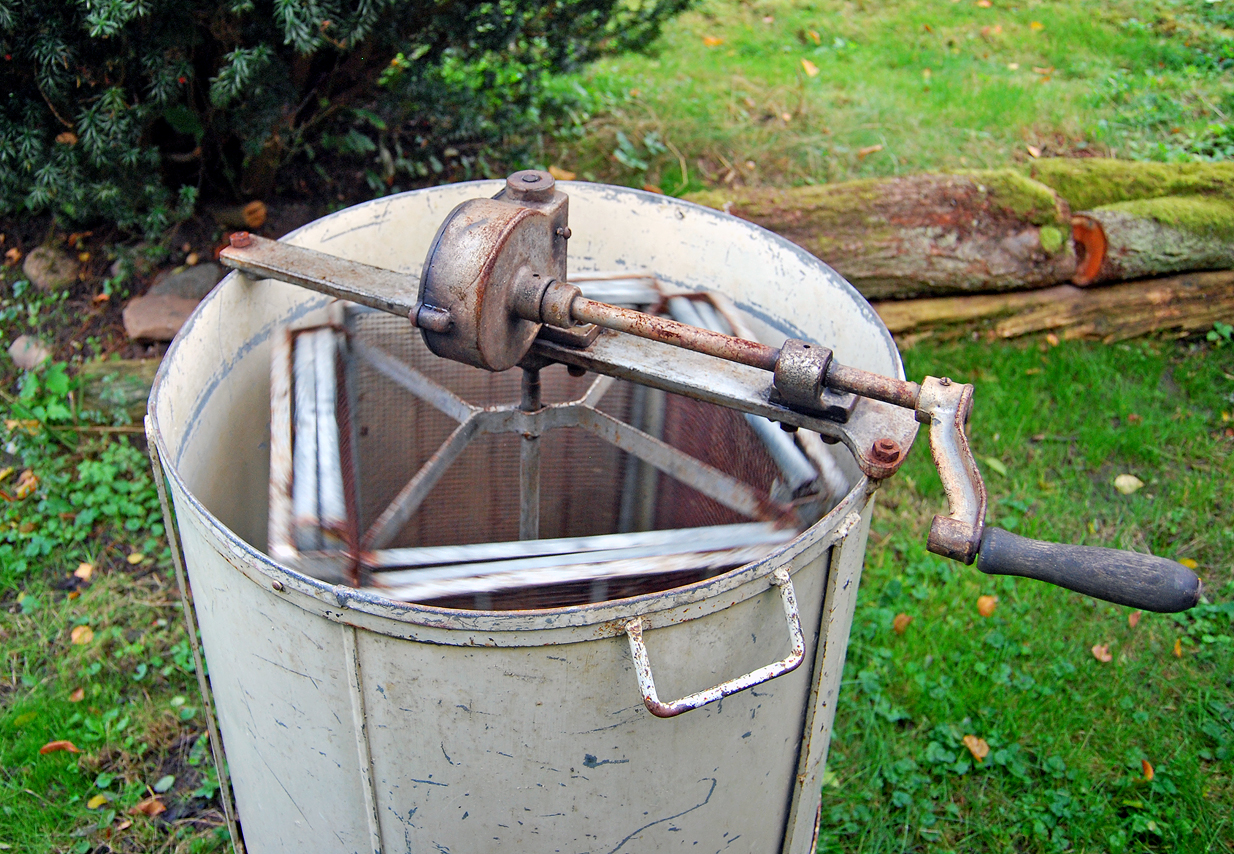
Kézi pergető

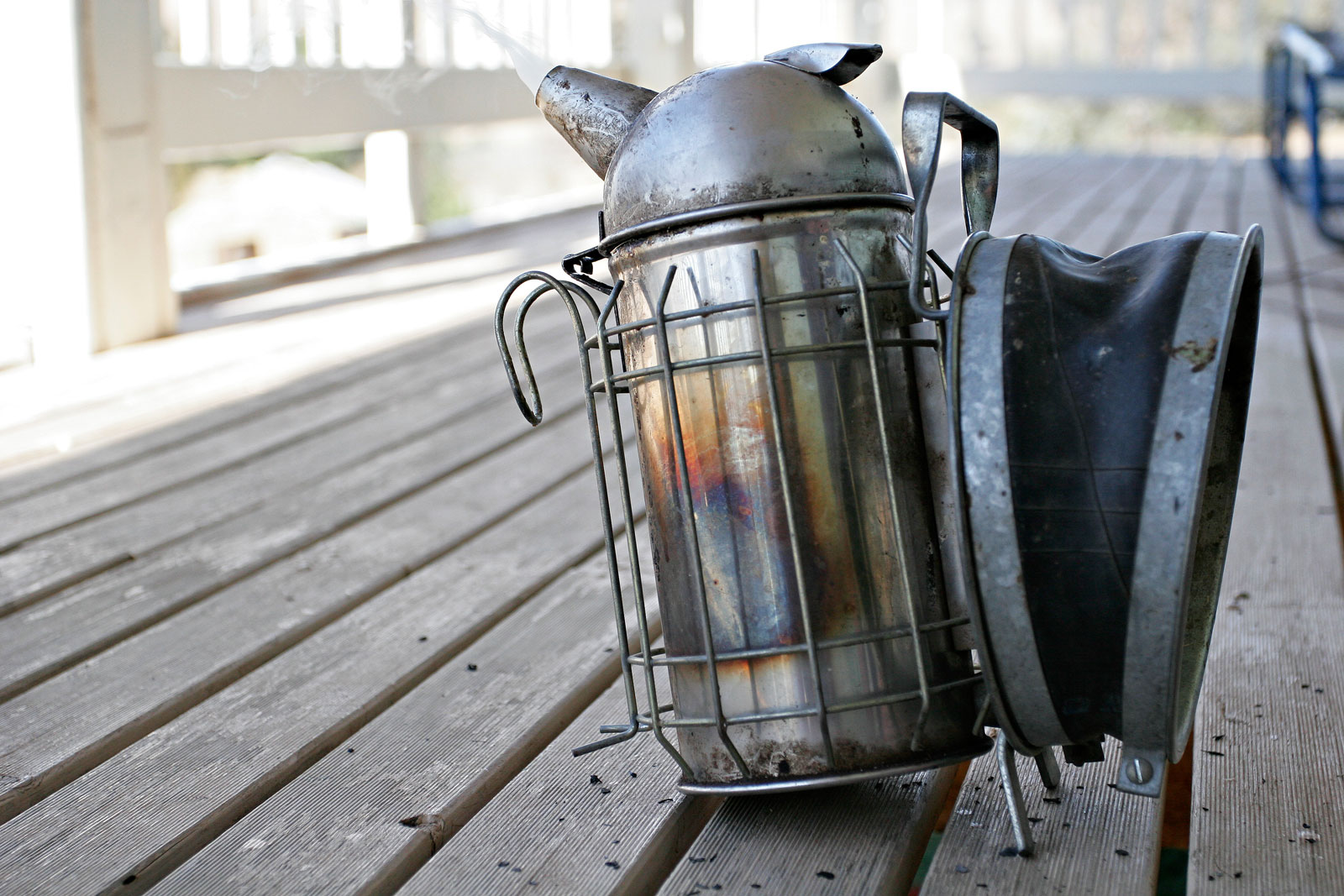
Füstölő

### Fedelező
Ez egy fésűre emlékeztető fém eszköz, melynek feladata, a fedelezés feltépése. Egy markolatból és egy fésűszerű részből áll, melynek fogai hegyesek, hogy könnyen behatoljanak a viaszba.
Fedelezést akkor végez egy méhész, ha a méhek a lép sejtjeit csordultig hordták mézzel, ekkor a dolgozók a cellák fedelét egy kis viaszfedéllel lezárják.
Fedelezni kénytelen a méhész, mivel enélkül a pörgetés során a méz bennmarad a sejtekben.
Korszerű méhészetekben már évtizedek óta fedelezőkést használnak, illetve annak elektromos árammal fűtött változatát.

### Pergető
A pergető hasonlóan működik, mint egy mosógép, melynek dobjába behelyeznek több mézzel teli keretet, hogy ebből kinyerjék a mézet. Bekapcsolt állapotában a méz úgy csurog ki a sejtekből, mint centrifugázás közben a ruhákból a víz. A kifolyt mézet a dob alján egy terelő vályú összegyűjti, és kivezeti egy edénybe. A szennyeződés elkerülése érdekében egy szűrőt is elhelyezhetnek az edényre. Egy pörgetés során a kereteket kétszer kell kipörgetni, egyszer meg kell fordítani őket, hisz a lép mindkét oldalán vannak sejtek.

### Füstölő
Ez az eszköz a méhész legfontosabb eszköze. A méhek elriasztása, csillapítása érdekében a füstölőt használva füstöt fújnak az állatokra. A füstölő egy hengerből áll, melyben a parázs található, egy markolatból, és ritkábban egy fújtatóból, mely nagyban megkönnyíti a munkát. Füstölő anyag lehet: kukoricacsutka, taplógomba, gyékény buzogánya.
Egyes méhészek nem használnak füstölőt, helyette cigarettát, pipát, sőt szivart használnak, melyek füstje éppúgy hatásos.

### Keret

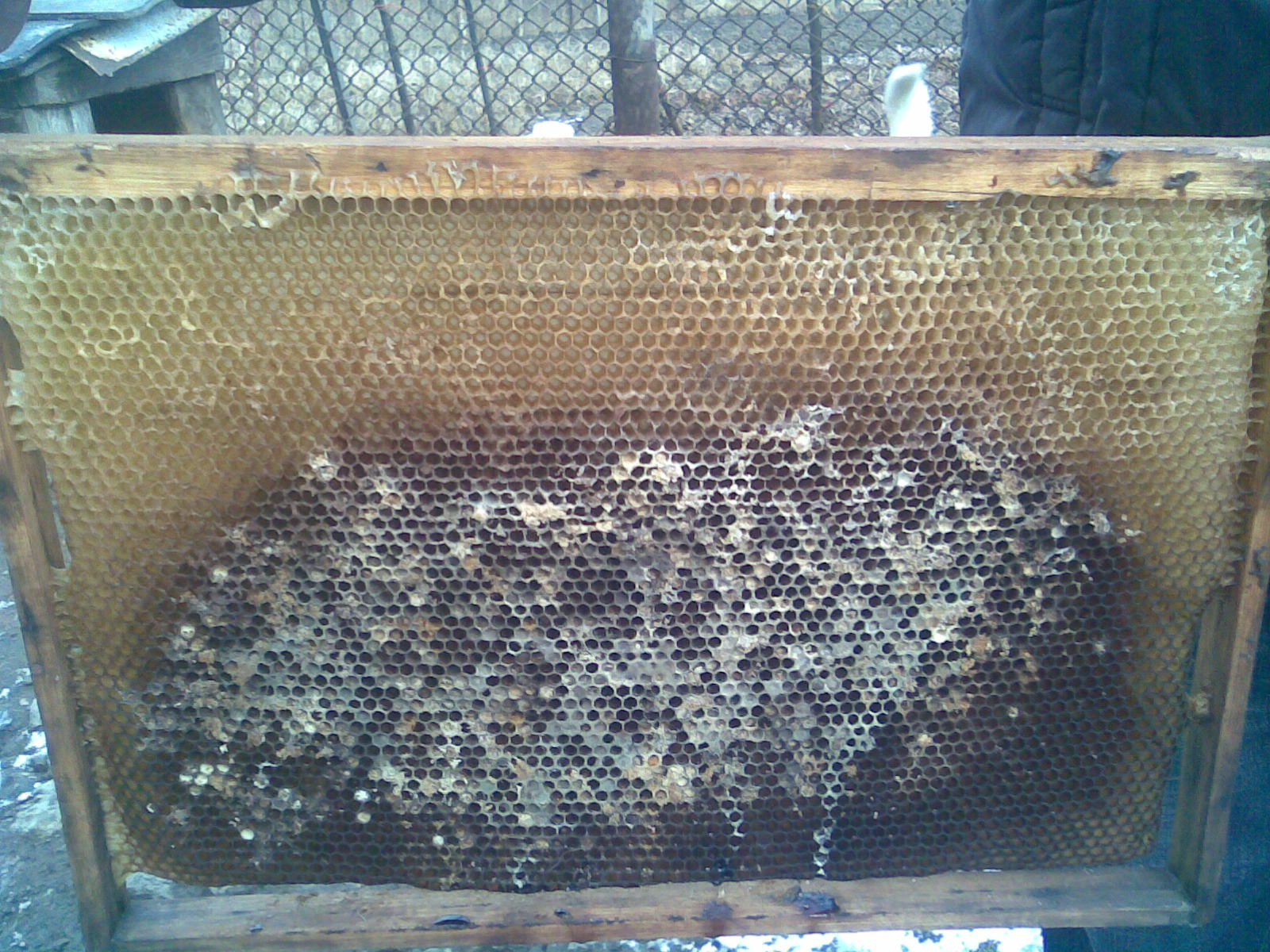
a keret

Általában hársfalécből készülő fa keret, melybe hálósan vékony drótot (ún. méhészdrótot) húznak be, hogy megakadályozzák a lép kitörését. A keret ki-be helyezhető a kaptárba, ennek előnye, hogy a lép ép marad, és visszakerül a méhekhez, így a fölös lépépítés megelőzhető, így nő a méz hozama is. Hordás után, amikor a sejtek tele vannak mézzel, a méhész begyűjti ezeket a kereteket és kipörgeti.

### Kerethordozó
Fa doboz, melynek teteje nyitott és füllel van ellátva, így megkönnyíti a keretek begyűjtését. A kaptárból kivett kereteket ebbe rakják be, de az üres kereteket is a méhész ebben viszi oda a kaptárakhoz a méheskertbe.

### Mézeskanna
Alumíniumból készült tároló edény, mely nagyon hasonlít a tejeskannához. Mézzel együtt körülbelül 55-60 kilogrammot nyom. Manapság kezdenek kiszorulni a méhészetekből, mivel felváltják őket a könnyebb és olcsóbb műanyagedények.

### Egyéb eszközök

#### Méhészkalap
A méhész fejét óvó, textilből vagy nejlonból készült sapka. A kalap peremétől egy sűrű háló veszi körbe a fejet, mely egészen a vállakig lelóg, így meggátolja a méhek bejutását.
Létezik más típusuk, a fémrostélyos sapka, mely nem kényelmes, mivel szűk és meleg. Ez nagyon hasonlít a vívók rostélyára.

## Közösség által támogatott méhészet
Elinor McDowell és Gemma Parker 2010-ben közösség által támogatott (Community supported Agriculture – CSA) méhészetet indított a kelet-angliai Suffolkban, ahol egy erre szerveződött közösség adta össze az induláshoz szükséges összeget és szaktudást, cserébe rendszeresen szétosztják a termelődő mézet. 2013 nyarán Budapesten is elindult egy közösségi méhész kezdeményezés.

## Szakkifejezések
A méhészkedésben gyakran használt szavak, kifejezésekː
A, Á
- Álanya – olyan dolgozó méh, amely az anya elvesztése után megtermékenyítetlen petét rak
- Anya – méhkirálynő; a méhek továbbszaporításra alkalmas, teljesen kifejlett nőnemű alakja
  - Anyásítás – a méhcsalád új anyát kap
  - Anyanevelés
- Anyátlan – anya nélküli méhcsalád
- Anyarács – legtöbbször 4,2 mm távolságban elhelyezett vékony fémrudak. Célja az anya elzárása a kaptár egy meghatározott részébe, amelyen a dolgozók átférnek, de az anya nem
- Anyaváltás, anyacsere – a méhanya leváltása, az öreg anya kicserélése egy fiatallal

B
- Báb – a fiasítás fejlődési stádiuma
- Bekéredzkedés – hontalan méhek próbálkozása, hogy táplálék felkínálásával idegen méhcsaládhoz csatlakozzanak
- Bepetézés – az anya peterakása
- Betelelés – amikor a méhész segíti a méhcsaládjait felkészülni a télre
- Bioméhészet – vegyszermentes méhészet
- Bogár: méhésznyelven méh, különösen dolgozó méh.

C, Cs
- Cementméz – melecitóz (wd) -tartalmú méz
- Cukorlepény – 1 rész mézből és 3 rész porcukorból készített lepény serkentésre vagy anyanevelésre
- Család – egy peterakó anyából, a párzáshoz szükséges néhány száz heréből és néhány tízezer dolgozóból áll

D
- Dandár – az az időszak, amikor a méhek számára a növények mézfejtői nagyon könnyen hozzáférhetők
- Deformált szárnyvírus (DWV) – a házi méh egy retrovírusa
- Dolgozók vagy munkások – azok az utódokat létrehozni nem képes nőstény méhek, amelyek gondoskodnak az élelemről és nevelik az utánpótlást

E
- Elnéptelenedés (kaptárelhagyás) szindróma – a dolgozó méhek hirtelen nagy számú eltűnése
- Eltájolás – a méhek nagy számban előforduló eltévedése
- Építés – a méhek viaszlépeket építenek a lakásban, és abban tárolják az élelmet, nevelik az új nemzedéket
- Építőfürt – egymás mellett függő, viaszt termelő méhek
- Etetés – az erős méhcsaládok fenntartásához a méheket időnként etetik

F
- Fedelezés – a mézes keret viaszfedésének eltávolítása
- Feketekór vagy idült méhbénulás – a házi méh egy vírusbetegsége
- Fiasítás – az átalakulással fejlődő rovarok petéinek, lárváinak, bábjainak közös neve
- Fiók – a rakodó kaptár része
- Füstölő – füstfúvó eszköz a méhek körüli munkákhoz; a méhek elriasztása, csillapítása érdekében a füstölőt használva füstöt fújnak az állatokra

H
- Herék – a hím méhek; feladatuk az anya megtermékenyítése, más munkában nem vesznek részt
- Hereüldözés – mivel a felesleges herék csak szükségtelen fogyasztók a családban, a nyárutón a munkásméhek kiéheztetik és kiűzik őket a kaptárból
- Hordás – a dolgozó méhek nektárgyűjtése

I
- Ivóhely – a méhek víznyerő helye

K
- Kaptár – a méhek lakhelye
  - Hosszanti építésű kaptár – a lépek a röplyukakra merőlegesen állnak
  - Keresztépítésű kaptár – a lépek a röplyukra keresztben állnak
- Kaptárvas vagy kaptárszolga – szerszám a kaptárokon adódó feladatok elvégzésére
- Keret – fakeret, amelybe a méhek lépeiket beleépítik
- Kétcsaládos (kétanyás) rendszer – az aktív időszakban két családot tartanak együtt egy kaptárban
- Kijáró – a kaptárokon az a rés, ahol a méhek ki-be tudnak járni
- Költésmeszesedés és költéskövesedés – a házi méh két hasonló gombabetegsége
- Költésrothadás – a méhek fiasításának betegsége
  - Enyhe költésrothadás
  - Nyúlós költésrothadás
  - Tömlős költésrothadás (tömlősödés)

L
- Lép – a méhcsalád belső hajléka; építőanyaga a méhviasz; sejtjeiben kezdődik a fiasítás, és benne raktározódik a méz, a téli eleség és a virágpor is
- Lépesméz – a viaszával együtt tárolt, eladott és fogyasztott méz
- Légcsőatka – a házi méh egy belső parazitája

M
- Méhkenyér – a méhek által gyűjtött virágpor és nektár keverékéből, erjedéssel létrejött anyag; a lárvák és a kifejlett dolgozó méhek fő tápláléka
- Méhlakás – a méhek kaptártípusainak, lakhelyeinek összefoglaló neve
- Méhlegelő – a méhek által elérhető, virágzó növények
- Méhméreg – a méhek által termelt méreg
- Méhpempő – a méhek garatmirigyében termelődő anyag; elsősorban a méhanya tápláléka, de élete első három napján minden méhlárva ezt a táplálékot kapja
- Méhszurok = propolisz
- Méhtánc – a kaptárba visszatérő felderítő méh a mozgása, a "tánc" segítségével tudatja fajtársaival az általa talált táplálékforrás minőségét, irányát és távolságát
- Mérgezés – a méhek megmérgeződése
- Méz – a növényi nektárból vagy élő növényi nedvekből gyűjtött természetes édes anyag
  - Fajta mézekː akác, levendula, hárs, gesztenye stb.
  - Vegyes mézː minden egyéb, ami nem fajta méz
  - Fedett mézː az érett méz viaszlappal lefedve
  - Nyitott mézː még kellően be nem sűrített méz
- Mézhamisítás – amikor méz gyanánt valami mást, vagy más fajtájú, esetleg rosszabb minőségű, éretlen vagy mesterségesen érlelt mézet adnak el
- Mézharmat – a levél-, kéreg- és pajzstetvek által kibocsátott édes növényi folyadék
- Mézkamra – a kaptárnak az a része, ahol a család mézet és virágport raktároz, és ahol nem petéz az anya
- Mézkoszorú – a fiasításos keret felső részén levő méz
- Műlép – a munkássejtek lenyomatát tartalmazó viaszlemez, a herefiasítás visszaszorítására

N
- Nektár – édes nedvek, amit a méhek a virágokból gyűjtenek; ebből készítik a mézet
- Nozéma vagy májusi vész – méhbetegség

P
- Pároztató kaptár – az anya párzására szolgáló kaptár
- Pergetés – a mézkinyerés leggyakoribb módja
  - Pergető vagy pörgető – a méz lépet kímélő kinyeréséhez szükséges centrifuga → pergetés
- Pótanya – a régi kaptáranya elvesztése után a legfiatalabb fiasításból felnevelt anya
- Pollen – virágpor; a virágos növények szaporodása során a megporzásban szerepet játszó finom por
- Propolisz – a méhek által a fák rügyeiről gyűjtött gyanta, olyan ragacsos anyag, amelyet a méhek a kaptár védelmére, a betolakodó baktériumok és egyéb kórokozók ellen gyűjtenek

R
- Rablás – a méhek fosztogatnak, egy másik méhcsaládtól rabolnak mézet és virágport
- Raj – lakást kereső méhcsalád a régi kaptárból való kiválás után → rajzás
  - Mesterséges raj – a méhész számára egy család méhei építmény nélkül, szaporítás vagy járványok leküzdése céljából elkülönítve
- Rajbölcső – anyabölcső
- Rajosítás – módszer a rajzás megakadályozására
- Rajzás – ha egy családnak túl szűk lesz a rendelkezésére álló tér a méhlakásban, a faj fenntartásáról rajzási képességével gondoskodik és egy méhcsaládból kettő, néha több család jön létre
- Rakodókaptár – szabályozható nagyságú, univerzális méhlakás
- Régi család – termelő méhcsalád több éves anyával

S, Sz
- Sírás – a méhek hangos szárnyrezegtetése az anya elvesztésekor
- Sonkoly – a viaszolvasztás alapanyaga
- Szöktető – a rakodókaptárban a fiókok közti rész, amin a méhek mézelvételkor az anya felé, lefelé mennek
- Szűzviasz – peterakás előtti, világos lépépítmény

T
- Tájolás – amikor a méhek beazonosítják a lakásuk pontos helyét
- Takaróméhek – a téli és a kirajzott fürt külső részén elhelyezkedő méhek; védenek a hideg és a nedvesség ellen
- Tisztuló kirepülés – a tél után, amikor a méhek kirepülnek megszabadulni salakanyagaiktól
- Tőgyelés – a kaptár belső hőmérsékletének emelkedése idején a méhek egy része a kijárónál egymásba kapaszkodva, csomóban lóg
- Tönkkaptár – üreges fatörzs lefűrészelt darabjából készített méhlakás
- Tönkkas – oldalsó nyílás nélküli tönkkaptár, belsejéhez csak felfordítva lehet hozzáférni
- Túlépítés (viaszhíd) – olyan viasz, amelyet a méhek a kereten kívül raknak le

V
- Váltóbölcső – a legfiatalabb fiasításon kialakított anyasejt, ebből kel ki a pótanya
- Vándorméhészkedés – a méhész egyik helyről a másikra költözteti a méheit, telephelyet váltva
- Varroa vagy ázsiai méhatka – a házi méh ektoparazitája
- Vesszőkas – vesszőből font méhkas (→ kasos méhészkedés)
- Viaszmoly – a kaptárakban élő, viasszal táplálkozó kártevő
- Viaszolvasztás – a méhviasz kinyerésének egyik módja a keretből kivágott lépből
- Virágpor – a hím virágokról pollenszemek milliói, a méhek fehérjetápláléka
- Vonulóút – a telelő méhcsalád átrágja magát a táplálékkészleten